# Sventorps kyrka
Sventorps kyrka är en kyrkobyggnad som sedan 2002 tillhör i Sventorp-Forsby församling (tidigare Sventorps församling) i  Skara stift. Den ligger i Skövde kommun.

## Kyrkobyggnaden
Ursprungliga kyrkan uppfördes på medeltiden. Åren 1765-1766 genomgick kyrkan en om- och tillbyggnad. Åren 1853-1854 återuppfördes kyrkan efter ritningar av Johan Fredrik Åbom av byggmästaren Anders Pettersson från Värsås efter en brand.
I sin nuvarande form består kyrkan av ett långhus med tresidigt kor i öster och torn i väster. Tornets bottenvåning är inredd till vapenhus. Norr om koret finns en sakristia.

## Inventarier
- En medeltida dopfunt är från senare delen av 1200-talet och har en cuppa av sandsten. Nuvarande fot har tillkommit senare.
- En skulpterad dopängel är från omkring år 1700.
- Predikstolen i barock är tillverkad 1722 av Bengt Vedelin i Hjo.
- En altaruppsats är tillverkad 1771 av Johan Ullberg.
- Nuvarande orgel med 22 stämmor är byggd av John Grönvall Orgelbyggeri och installerad 1968. Tillhörande fasad har bibehållits från 1896 års orgel.